# کیت بیورز
کیت بیورز (به انگلیسی: Keith Beavers) (زادهٔ ۹ فوریهٔ ۱۹۸۳) شناگر اهل کانادا است.